# Philepitta
Philepitta là một chi chim trong họ Philepittidae, đặc hữu của Madagascar.

## Các loài
- Đuôi cụt nhung (Philepitta castanea)
- Đuôi cụt Schlegel (Philepitta schlegeli)